# Linda Andersson (volleybollspelare)
Linda Andersson, född 12 januari 1998 i Örebro, Sverige, är en svensk volleybollspelare (center). Hon spelar för MÁV Előre SC sedan 2023. Tidigare har hon spelat för VC Neuwied 77, NawaRo Straubing, Pölkky Kuusamo (med vilka hon vann finska mästerskapet 2022), Örebro Volley (2017/18-2019/20) och RIG Falköping (2014/15-2016/17). Hon spelar i seniorlandslaget, med vilka hon deltog i EM 2021 där Sverige nådde kvartsfinal och EM 2023. Med landslaget har hon även vunnit European Silver League 2018 och 2022.